# Škržni žep
Škržni (branhialni) žep je ena od petih parnih izboklin entoderma v obliki vrečke v škržnem črevesu zarodka. Nasproti škržnim žepom so štiri škržne brazde, med škržnimi žepi in brazdami pa je pet škržnih lokov.

## Razvoj
Na škržnem črevesu se pojavi pet škržnih žepov v četrtem in petem tednu zarodkovega razvoja:
- prvi škržni žep predstavlja divertikel s slepim koncem, ki se stika z epitelijem prve škržne brazde. Iz njega se razvijeta votlina srednjega ušesa in ušesna troblja;
- iz drugega škržnega žepa se razvije nebnica. Pri odraslih je viden ostanek drugega škržnega žepa in se imenuje tonzilarna fosa (fossa tonsillaris). Gre za jamico med zadajšnjim in sprednjim nebnim lokom, v kateri leži nebnica;[3]
- tretji škržni žep ima na distalnem koncu dve krili, dorzalno in ventralno. Iz dorzalnega krila se razvijeta spodnji obščitnici iz ventralnega krila pa endodermalni del priželjca;
- tudi četrti škržni žep ima na distalnem koncu dorzalno in ventralno krilo. Epitelij dorzalnega krila se diferencira v zgornji obščitnici, medtem ko razvoj ventralnega krila ni znan;
- peti škržni žep se pojavi zadnji. Iz njega se razvije ultimobranhialno telo, ki se kasneje vgradi v ščitnico in iz njega se razvijejo parafolikularna celica |parafolikularne celice (celice C), ki proizvajajo kalcitonin.